# 強制失踪からのすべての者の保護に関する国際条約
強制失踪からのすべての者の保護に関する国際条約（きょうせいしっそうからのすべてのもののほごにかんするこくさいじょうやく、英語: International Convention for the Protection of All Persons from Enforced Disappearances）とは、2006年12月20日の第61回国連総会で採択された国際人権条約である。
必要な批准国が20カ国に達した1か月後の2010年12月23日より発効した。
略称は強制失踪防止条約（きょうせいしっそうぼうしじょうやく）。
日本法においては、国会承認を経た「条約」であり、日本国政府による法令番号は、平成22年条約第14号である。

## 概要
国家機関や国の許可を得た個人または集団が逮捕・拘禁・拉致などで個人の自由をはく奪する行為を強制失踪として禁止し、組織的で広範な強制的失踪は、人道に対する罪に相当すると規定する禁止条約。第24条では被害者の権利、解放や、損害賠償、リハビリテーション、再発防止の保障も含めた被害回復について規定する。また当条約の違反について関係被害者が国連の強制失踪防止委員会への個人通達を認める宣言についても規定する。

## 成立
- 2006年12月20日 - 第61回国連総会にて採択
- 2007年2月6日 - パリにて署名のため開放
- 2010年11月23日 - 批准数が発効に必要な20に達したと発表
- 発効に必要な批准数に達した1か月後の2010年12月23日より発効。

## 加盟
- 署名 - 98カ国
- 批准 - 76カ国

（2024年11月11日現在）

## 締約国

署名、批准した国
署名したが批准していない国
署名も批准もしていない国

条約の批准の順。イランの批准により発効に必要な20か国の批准となった。署名のみで批准していない国は、批准済みのあとに署名順に掲げる
| 国名                             | 署名           | 批准           |
| アルバニア                       | 2007年2月6日   | 2007年11月8日  |
| アルゼンチン                     | 2007年2月6日   | 2007年12月14日 |
| メキシコ                         | 2007年2月6日   | 2008年3月18日  |
| ホンジュラス                     | 2007年2月6日   | 2008年4月1日   |
| フランス                         | 2007年2月6日   | 2008年9月23日  |
| セネガル                         | 2007年2月6日   | 2008年12月11日 |
| ボリビア                         | 2007年2月6日   | 2008年12月17日 |
| キューバ                         | 2007年2月6日   | 2009年2月2日   |
| カザフスタン                     | 未署名         | 2009年2月27日  |
| ウルグアイ                       | 2007年2月6日   | 2009年3月4日   |
| マリ                             | 2007年2月6日   | 2009年7月1日   |
| 日本                             | 2007年2月6日   | 2009年7月23日  |
| ナイジェリア                     | 未署名         | 2009年7月27日  |
| ドイツ                           | 2007年9月26日  | 2009年9月24日  |
| スペイン                         | 2007年9月27日  | 2009年9月24日  |
| エクアドル                       | 2007年5月24日  | 2009年10月20日 |
| ブルキナファソ                   | 2007年2月6日   | 2009年12月3日  |
| チリ                             | 2007年2月6日   | 2009年12月8日  |
| パラグアイ                       | 2007年2月6日   | 2010年8月3日   |
| イラク                           | 未署名         | 2010年11月23日 |
| ブラジル                         | 2007年2月6日   | 2010年11月29日 |
| ガボン                           | 2007年9月25日  | 2011年1月19日  |
| アルメニア                       | 2007年4月10日  | 2011年1月24日  |
| オランダ                         | 2008年4月29日  | 2011年3月23日  |
| ザンビア                         | 2010年9月27日  | 2011年4月4日   |
| セルビア                         | 2007年2月6日   | 2011年5月18日  |
| ベルギー                         | 2007年2月6日   | 2011年6月2日   |
| パナマ                           | 2007年9月25日  | 2011年6月24日  |
| チュニジア                       | 2007年2月6日   | 2011年6月29日  |
| モンテネグロ                     | 2007年2月6日   | 2011年9月20日  |
| コスタリカ                       | 2007年2月6日   | 2012年2月16日  |
| ボスニア・ヘルツェゴビナ         | 2007年2月6日   | 2012年3月30日  |
| オーストリア                     | 2007年2月6日   | 2012年6月7日   |
| コロンビア                       | 2007年9月27日  | 2012年7月11日  |
| ペルー                           | 未署名         | 2012年9月26日  |
| モーリタニア                     | 2011年9月27日  | 2012年10月3日  |
| サモア                           | 2007年2月6日   | 2012年11月27日 |
| モロッコ                         | 2007年2月6日   | 2013年5月14日  |
| カンボジア                       | 未署名         | 2013年6月27日  |
| リトアニア                       | 2007年2月6日   | 2013年8月14日  |
| レソト                           | 2010年9月22日  | 2013年12月6日  |
| ポルトガル                       | 2007年2月6日   | 2014年1月27日  |
| トーゴ                           | 2010年10月27日 | 2014年7月21日  |
| スロバキア                       | 2007年9月26日  | 2014年12月15日 |
| モンゴル                         | 2007年2月6日   | 2015年2月12日  |
| マルタ                           | 2007年2月6日   | 2015年3月27日  |
| ギリシャ                         | 2008年10月1日  | 2015年7月9日   |
| ニジェール                       | 2007年2月6日   | 2015年7月24日  |
| ウクライナ                       | 未署名         | 2015年8月14日  |
| ベリーズ                         | 未署名         | 2015年8月14日  |
| イタリア                         | 2007年7月3日   | 2015年10月8日  |
| スリランカ                       | 2015年12月10日 | 2016年5月25日  |
| 中央アフリカ                     | 未署名         | 2016年10月11日 |
| スイス                           | 2011年1月19日  | 2016年12月2日  |
| セーシェル                       | 未署名         | 2017年1月18日  |
| チェコ                           | 2016年7月19日  | 2017年2月8日   |
| マラウイ                         | 未署名         | 2017年7月14日  |
| ベナン                           | 2010年3月19日  | 2017年11月2日  |
| ガンビア                         | 2017年9月20日  | 2018年9月28日  |
| ドミニカ国                       | 未署名         | 2019年5月13日  |
| フィジー                         | 未署名         | 2019年8月19日  |
| ノルウェー                       | 2007年12月21日 | 2019年8月22日  |
| オマーン                         | 未署名         | 2020年6月12日  |
| スーダン                         | 未署名         | 2021年8月10日  |
| スロベニア                       | 2007年9月26日  | 2021年12月15日 |
| デンマーク                       | 2007年9月25日  | 2022年1月13日  |
| クロアチア                       | 2007年2月6日   | 2022年1月31日  |
| キプロス                         | 2007年2月6日   |                |
| インド                           | 2007年2月6日   |                |
| レバノン                         | 2007年2月6日   |                |
| モルディブ                       | 2007年2月6日   |                |
| バヌアツ                         | 2007年2月6日   |                |
| アルジェリア                     | 2007年2月6日   |                |
| ブルンジ                         | 2007年2月6日   |                |
| カーボベルデ                     | 2007年2月6日   |                |
| カメルーン                       | 2007年2月6日   |                |
| チャド                           | 2007年2月6日   |                |
| コモロ                           | 2007年2月6日   |                |
| コンゴ共和国                     | 2007年2月6日   |                |
| ガーナ                           | 2007年2月6日   |                |
| ケニア                           | 2007年2月6日   |                |
| マダガスカル                     | 2007年2月6日   |                |
| シエラレオネ                     | 2007年2月6日   |                |
| ウガンダ                         | 2007年2月6日   |                |
| クロアチア                       | 2007年2月6日   |                |
| フィンランド                     | 2007年2月6日   | 2023年3月23日  |
| ルクセンブルク                   | 2007年2月6日   |                |
| モナコ                           | 2007年2月6日   |                |
| 北マケドニア                     | 2007年2月6日   |                |
| スウェーデン                     | 2007年2月6日   |                |
| アゼルバイジャン                 | 2007年2月6日   |                |
| モルドバ                         | 2007年2月6日   |                |
| グレナダ                         | 2007年2月6日   |                |
| グアテマラ                       | 2007年2月6日   |                |
| ハイチ                           | 2007年2月6日   |                |
| アイルランド                     | 2007年3月29日  |                |
| エスワティニ                     | 2007年9月25日  |                |
| デンマーク                       | 2007年9月25日  |                |
| スロベニア                       | 2007年9月26日  |                |
| リヒテンシュタイン               | 2007年10月1日  |                |
| ブルガリア                       | 2008年9月24日  |                |
| ラオス                           | 2008年9月29日  |                |
| タンザニア                       | 2008年9月29日  |                |
| アイスランド                     | 2008年10月1日  |                |
| ベネズエラ                       | 2008年10月21日 |                |
| ルーマニア                       | 2008年12月3日  |                |
| モザンビーク                     | 2008年12月24日 |                |
| セントビンセント・グレナディーン | 2010年3月29日  |                |
| インドネシア                     | 2010年9月27日  |                |
| パラオ                           | 2011年9月20日  |                |
| タイ                             | 2012年1月9日   | 2024年5月14日  |
| ポーランド                       | 2013年6月25日  |                |
| ギニアビサウ                     | 2013年9月24日  |                |
| アンゴラ                         | 2014年9月24日  |                |
| ドミニカ共和国                   | 2018年9月26日  |                |

## 日本の対応
- 署名 - 2007年2月6日
- 2009年3月6日、承認案が衆議院に提出される。
- 2009年4月23日、承認案が衆院外務委員会に付託される。
- 2009年5月8日、同案が衆院外務委員会で可決、本会議へ送付される。
- 2009年5月12日、同案が衆院本会議で可決、参議院へ送付される。
- 2009年6月3日、同案が参議院外交防衛委員会に付託される。
- 2009年6月10日、同案が参院本会議で可決、国会での承認手続きが完了。
- 2009年7月23日、批准書を国際連合ニューヨーク本部に提出し、締結手続きを完了。
- 2010年12月22日、公布及び告示（条約第14号及び外務省告示第522号）

## 基本定義
- 強制失踪（第2条） - 国の機関または国の許可、支援もしくは黙認を得て行動する個人もしくは集団が、逮捕、拘禁、拉致その他のあらゆる形態の自由のはく奪を行う行為であって、その自由のはく奪を認めず、またはそれによる失踪者の消息もしくは所在を隠蔽することを伴い、かつ、当該失踪者を法の保護の外に置くもの。
- 組織的な実行（第5条） - 強制失踪の広範または組織的な実行は、適用可能な国際法に定める人道に対する犯罪を構成し、および当該適用可能な国際法の定めるところにより結果を得る。